# European Football League 2017
La European Football League 2017 sarà la quarta edizione dell'omonimo torneo di football americano non organizzata dalla EFAF. La sua finale è denominata EFL Bowl IV.
Avrebbero dovuto prendervi parte anche i Badalona Dracs, ma in seguito alla rinuncia dei Carlstad Crusaders questi sono stati ammessi alla BIG6.
Avrà inizio l'8 aprile e si concluderà l'11 giugno con la finale di Thonon-les-Bains vinta per 29-20 dai francesi Black Panthers de Thonon sugli italiani Rhinos Milano.

## Squadre partecipanti
| Club                     | Città            | Stadio              | Sponsor ufficiale | Risultato nella stagione 2016                            |
| ------------------------ | ---------------- | ------------------- | ----------------- | -------------------------------------------------------- |
| Berlin Adler             | Berlino          | Poststadion         |                   | Settimo posto in GFL Nord                                |
| Black Panthers de Thonon | Thonon-les-Bains | Stade Joseph-Moynat |                   | Quinto posto generale in Division 1 (terzi in Poule Sud) |
| Dauphins de Nice         | Nizza            |                     |                   | Vicecampioni di Francia                                  |
| Rhinos Milano            | Milano           |                     |                   | Campioni d'Italia                                        |
| Prague Black Panthers    | Praga            |                     |                   |                                                          |

## Stagione regolare

### Calendario

#### 1ª giornata
| Pero 8 aprile 2017, ore 17:00 | Rhinos Milano | 28 – 21 (14-0 0-0 7-7 7-14) referto | Dauphins de Nice | Stadio Comunale Gianni Brera |

#### 2ª giornata
| Thonon-les-Bains 22 aprile 2017, ore 18:00 | Black Panthers de Thonon | 41 – 33 | Prague Black Panthers | Stade Joseph-Moynat |

#### 3ª giornata
| Berlino 6 maggio 2017, ore 16:00 | Berlin Adler | 13 – 14 (6-0 0-7 7-0 0-7) | Black Panthers de Thonon | Poststadion |

| Nizza 6 maggio 2017, ore 17:00 | Dauphins de Nice | 6 – 36 (6-7 0-6 0-9 0-14) | Rhinos Milano | Stade des Arboras |

#### 4ª giornata
| 21 maggio 2017, ore 16:00 | Prague Black Panthers | 36 – 17 | Berlin Adler |  |

### Classifica
La classifica della regular season è la seguente:
- PCT = percentuale di vittorie, G = partite giocate, V = partite vinte, P = partite perse, PF = punti fatti, PS = punti subiti
- La qualificazione all'Eurobowl è indicata in verde

#### Girone A
| Pos. | Squadra          | PCT   | G | V | P | PF | PS |
| ---- | ---------------- | ----- | - | - | - | -- | -- |
| 1    | Rhinos Milano    | 1.000 | 2 | 2 | 0 | 64 | 27 |
| 2    | Dauphins de Nice | .000  | 2 | 0 | 2 | 27 | 64 |

#### Girone B
| Pos. | Squadra                  | PCT   | G | V | P | PF | PS |
| ---- | ------------------------ | ----- | - | - | - | -- | -- |
| 1    | Black Panthers de Thonon | 1.000 | 2 | 2 | 0 | 55 | 46 |
| 2    | Prague Black Panthers    | .500  | 2 | 1 | 1 | 69 | 58 |
| 3    | Berlin Adler             | .000  | 2 | 0 | 2 | 30 | 50 |

## EFL Bowl IV
| Thonon-les-Bains 10 giugno 2017, ore 18:00 | Black Panthers de Thonon | 29 – 20 | Rhinos Milano | Stade Joseph-Moynat |

## Verdetti
- Black Panthers de Thonon Vincitori dell'EFL Bowl IV